# دلفين سنامي هندي
الدلفين السنامي الهندي (الاسم العلمي: Sousa plumbea) هو نوع من الحيتانيات، يتبع جنس دلافين سنامية.